# Llista de topònims de Camós
Llista de topònims (noms propis de lloc) del municipi de Camós, al Pla de l'Estany
Informació actualitzada per un bot. Els canvis manuals es perdran quan s'actualitzi!

## entitat singular de població
| imatge | Nom                  | Ubicat a | instància de                                                 | Detalls | coordenades                                                   | Protecció | Commons (més fotos)  | Dades a WD                    |
| ------ | -------------------- | -------- | ------------------------------------------------------------ | ------- | ------------------------------------------------------------- | --------- | -------------------- | ----------------------------- |
|        | Sant Vicenç de Camós | Camós    | entitat singular de població                                 | 643 hab | 42° 05′ 17″ N, 2° 45′ 43″ E / 42.088°N,2.76199°E 170 msnm     |           |                      | Modifica les dades a Wikidata |
|        | Santa Maria de Camós | Camós    | entitat singular de població ens local històric de Catalunya | 70 hab  | 42° 04′ 50″ N, 2° 46′ 27″ E / 42.080655°N,2.774144°E 170 msnm |           | Santa Maria de Camós | Modifica les dades a Wikidata |

## església
| imatge | Nom                              | Ubicat a                   | instància de | Detalls                      | coordenades                                                   | Protecció                   | Commons (més fotos)              | Dades a WD                    |
| ------ | -------------------------------- | -------------------------- | ------------ | ---------------------------- | ------------------------------------------------------------- | --------------------------- | -------------------------------- | ----------------------------- |
|        | Santa Magdalena de Noves         | Camós                      | església     | Estil: arquitectura romànica | 42° 05′ 54″ N, 2° 45′ 36″ E / 42.098242°N,2.760005°E 199 msnm | bé cultural d'interès local | Santa Magdalena de Noves         | Modifica les dades a Wikidata |
|        | església de Sant Vicenç de Camós | Sant Vicenç de Camós Camós | església     |                              | 42° 05′ 14″ N, 2° 45′ 43″ E / 42.087218°N,2.762009°E 168 msnm | bé cultural d'interès local | Església de Sant Vicenç de Camós | Modifica les dades a Wikidata |
|        | església de Santa Maria de Camós | Camós                      | església     | Estil: arquitectura romànica | 42° 04′ 49″ N, 2° 46′ 28″ E / 42.080159°N,2.774439°E 168 msnm | bé cultural d'interès local | Església de Santa Maria de Camós | Modifica les dades a Wikidata |

## jaciment arqueològic
| imatge | Nom         | Ubicat a                 | instància de                                         | Detalls | coordenades                                                            | Protecció                                  | Commons (més fotos) | Dades a WD                    |
| ------ | ----------- | ------------------------ | ---------------------------------------------------- | ------- | ---------------------------------------------------------------------- | ------------------------------------------ | ------------------- | ----------------------------- |
|        | Can Serra   | Camós                    | jaciment arqueològic                                 |         | 42° 05′ 23″ N, 2° 46′ 35″ E / 42.0896111111°N,2.77630555556°E 150 msnm | bé integrant del patrimoni cultural català |                     | Modifica les dades a Wikidata |
|        | Sant Dalmau | Camós Cornellà del Terri | jaciment arqueològic                                 |         | 42° 05′ 53″ N, 2° 46′ 55″ E / 42.0979722222°N,2.78183333333°E 135 msnm | bé integrant del patrimoni cultural català |                     | Modifica les dades a Wikidata |
|        | Vilauba     | Camós                    | jaciment arqueològic vil·la romana zona arqueològica |         | 42° 06′ 00″ N, 2° 44′ 28″ E / 42.100096944444°N,2.741205°E             | bé cultural d'interès nacional             |                     | Modifica les dades a Wikidata |

## masia
| imatge | Nom                   | Ubicat a | instància de | Detalls                                  | coordenades                                                                           | Protecció                                            | Commons (més fotos) | Dades a WD                    |
| ------ | --------------------- | -------- | ------------ | ---------------------------------------- | ------------------------------------------------------------------------------------- | ---------------------------------------------------- | ------------------- | ----------------------------- |
|        | Ca l'Artit            | Camós    | masia        |                                          | 42° 05′ 49″ N, 2° 45′ 16″ E / 42.0969434311007°N,2.75446182611096°E                   |                                                      |                     | Modifica les dades a Wikidata |
|        | Ca l'Espígol          | Camós    | masia        |                                          | 42° 05′ 01″ N, 2° 47′ 03″ E / 42.0835564892153°N,2.78420782675936°E                   |                                                      |                     | Modifica les dades a Wikidata |
|        | Cal Fuster            | Camós    | masia        |                                          | 42° 05′ 03″ N, 2° 45′ 28″ E / 42.0841253980105°N,2.7578724566585°E                    |                                                      |                     | Modifica les dades a Wikidata |
|        | Cal Gall              | Camós    | masia        |                                          | 42° 04′ 48″ N, 2° 45′ 17″ E / 42.0800300241204°N,2.75485346802263°E                   |                                                      |                     | Modifica les dades a Wikidata |
|        | Cal Mariscot          | Camós    | masia        |                                          | 42° 05′ 27″ N, 2° 46′ 32″ E / 42.090781008762°N,2.77548925264261°E                    |                                                      |                     | Modifica les dades a Wikidata |
|        | Cal Rei               | Camós    | masia        |                                          | 42° 05′ 26″ N, 2° 46′ 05″ E / 42.0904872391917°N,2.76816262069688°E                   |                                                      |                     | Modifica les dades a Wikidata |
|        | Cal Sant              | Camós    | masia        |                                          | 42° 05′ 20″ N, 2° 46′ 35″ E / 42.0888462025007°N,2.77630620900728°E                   |                                                      |                     | Modifica les dades a Wikidata |
|        | Cal Sereno            | Camós    | masia        |                                          | 42° 04′ 42″ N, 2° 44′ 29″ E / 42.0782259484776°N,2.74128386838265°E                   |                                                      |                     | Modifica les dades a Wikidata |
|        | Can Basses            | Camós    | masia        |                                          | 42° 05′ 40″ N, 2° 45′ 19″ E / 42.094355°N,2.755288°E                                  | bé d'interès cultural bé cultural d'interès nacional |                     | Modifica les dades a Wikidata |
|        | Can Bosc              | Camós    | masia        |                                          | 42° 04′ 26″ N, 2° 46′ 56″ E / 42.073925°N,2.782126°E                                  |                                                      |                     | Modifica les dades a Wikidata |
|        | Can Bosquic           | Camós    | masia        |                                          | 42° 04′ 32″ N, 2° 45′ 12″ E / 42.07559041878°N,2.753467241937°E                       |                                                      |                     | Modifica les dades a Wikidata |
|        | Can Coll              | Camós    | masia        |                                          | 42° 04′ 18″ N, 2° 45′ 42″ E / 42.0715960667912°N,2.7615828274399°E                    |                                                      |                     | Modifica les dades a Wikidata |
|        | Can Congost           | Camós    | masia        | Estil: arquitectura popular              | 42° 05′ 42″ N, 2° 44′ 12″ E / 42.094868°N,2.736773°E                                  | bé cultural d'interès local                          |                     | Modifica les dades a Wikidata |
|        | Can Crous             | Camós    | masia        |                                          | 42° 05′ 41″ N, 2° 44′ 29″ E / 42.0946628642983°N,2.74128963203741°E                   |                                                      |                     | Modifica les dades a Wikidata |
|        | Can Cubell            | Camós    | masia        |                                          | 42° 05′ 13″ N, 2° 45′ 42″ E / 42.0870782800116°N,2.76157323067924°E                   |                                                      |                     | Modifica les dades a Wikidata |
|        | Can Farners           | Camós    | masia        |                                          | 42° 05′ 14″ N, 2° 45′ 55″ E / 42.0872930310262°N,2.76526025896368°E                   |                                                      |                     | Modifica les dades a Wikidata |
|        | Can Fava              | Camós    | masia        |                                          | 42° 04′ 53″ N, 2° 46′ 59″ E / 42.0814198352699°N,2.78309068351136°E                   |                                                      |                     | Modifica les dades a Wikidata |
|        | Can Ferrer            | Camós    | masia        | Estil: arquitectura popular              | 42° 05′ 42″ N, 2° 46′ 20″ E / 42.094885°N,2.77209°E                                   | bé integrant del patrimoni cultural català           |                     | Modifica les dades a Wikidata |
|        | Can Freixenet         | Camós    | masia        | Estil: arquitectura popular              | 42° 05′ 12″ N, 2° 46′ 21″ E / 42.086622°N,2.772548°E                                  | bé cultural d'interès local                          |                     | Modifica les dades a Wikidata |
|        | Can Gall              | Camós    | masia        |                                          | 42° 06′ 10″ N, 2° 45′ 53″ E / 42.1026842485535°N,2.76481648187082°E                   |                                                      |                     | Modifica les dades a Wikidata |
|        | Can Grau Vermeller    | Camós    | masia        |                                          | 42° 05′ 13″ N, 2° 45′ 30″ E / 42.0868550669492°N,2.75820062996409°E                   |                                                      |                     | Modifica les dades a Wikidata |
|        | Can Llusca            | Camós    | masia        |                                          | 42° 05′ 47″ N, 2° 45′ 31″ E / 42.0963310668897°N,2.75874509960699°E                   |                                                      |                     | Modifica les dades a Wikidata |
|        | Can Magot             | Camós    | masia        |                                          | 42° 04′ 03″ N, 2° 46′ 40″ E / 42.0673686912903°N,2.77789255903771°E                   |                                                      |                     | Modifica les dades a Wikidata |
|        | Can Manela            | Camós    | masia        |                                          | 42° 05′ 09″ N, 2° 46′ 58″ E / 42.0859496787292°N,2.78285761571511°E                   |                                                      |                     | Modifica les dades a Wikidata |
|        | Can Marieta           | Camós    | masia        |                                          | 42° 04′ 41″ N, 2° 44′ 49″ E / 42.0781667519795°N,2.74705080957143°E                   |                                                      |                     | Modifica les dades a Wikidata |
|        | Can Martorell         | Camós    | masia        |                                          | 42° 04′ 17″ N, 2° 45′ 33″ E / 42.0713837430973°N,2.75910553410962°E                   |                                                      |                     | Modifica les dades a Wikidata |
|        | Can Masó Petit        | Camós    | masia        |                                          | 42° 05′ 09″ N, 2° 46′ 46″ E / 42.0859344024131°N,2.77956891651944°E                   |                                                      |                     | Modifica les dades a Wikidata |
|        | Can Masó de Dalt      | Camós    | masia        |                                          | 42° 04′ 54″ N, 2° 46′ 34″ E / 42.0816493769207°N,2.77599296389853°E                   |                                                      |                     | Modifica les dades a Wikidata |
|        | Can Mateu             | Camós    | masia        |                                          | 42° 03′ 59″ N, 2° 46′ 35″ E / 42.0663842142998°N,2.7764696907721°E                    |                                                      |                     | Modifica les dades a Wikidata |
|        | Can Maçanes           | Camós    | masia        |                                          | 42° 05′ 18″ N, 2° 45′ 10″ E / 42.0884106214117°N,2.75276565472075°E                   |                                                      |                     | Modifica les dades a Wikidata |
|        | Can Mir               | Camós    | masia        |                                          | 42° 05′ 17″ N, 2° 45′ 44″ E / 42.0879350722322°N,2.76213831702944°E                   |                                                      |                     | Modifica les dades a Wikidata |
|        | Can Pedrers           | Camós    | masia        |                                          | 42° 04′ 29″ N, 2° 47′ 02″ E / 42.0747025061306°N,2.78391142299763°E                   |                                                      |                     | Modifica les dades a Wikidata |
|        | Can Pena              | Camós    | masia        |                                          | 42° 04′ 48″ N, 2° 47′ 32″ E / 42.0799686903054°N,2.79223556389461°E                   |                                                      |                     | Modifica les dades a Wikidata |
|        | Can Peric             | Camós    | masia        |                                          | 42° 05′ 46″ N, 2° 45′ 44″ E / 42.0961494261562°N,2.76233738995946°E                   |                                                      |                     | Modifica les dades a Wikidata |
|        | Can Pigem             | Camós    | masia        |                                          | 42° 05′ 37″ N, 2° 44′ 53″ E / 42.093668°N,2.748048°E                                  | bé cultural d'interès local                          |                     | Modifica les dades a Wikidata |
|        | Can Po                | Camós    | masia        |                                          | 42° 05′ 12″ N, 2° 46′ 21″ E / 42.0867852664634°N,2.77251682559812°E                   |                                                      |                     | Modifica les dades a Wikidata |
|        | Can Ramió             | Camós    | masia        |                                          | 42° 04′ 53″ N, 2° 44′ 56″ E / 42.0812779352709°N,2.74883987958484°E                   |                                                      |                     | Modifica les dades a Wikidata |
|        | Can Ramió del Xiprer  | Camós    | masia        |                                          | 42° 06′ 07″ N, 2° 45′ 57″ E / 42.1019927321856°N,2.76578656108608°E                   |                                                      |                     | Modifica les dades a Wikidata |
|        | Can Ribes             | Camós    | masia        |                                          | 42° 04′ 43″ N, 2° 46′ 33″ E / 42.0786499383122°N,2.77585843775721°E                   |                                                      |                     | Modifica les dades a Wikidata |
|        | Can Robert            | Camós    | masia        |                                          | 42° 05′ 13″ N, 2° 47′ 00″ E / 42.086995525573°N,2.7834344267708°E                     |                                                      |                     | Modifica les dades a Wikidata |
|        | Can Salvi             | Camós    | masia        |                                          | 42° 04′ 28″ N, 2° 46′ 05″ E / 42.0744735508678°N,2.76812419894866°E                   |                                                      |                     | Modifica les dades a Wikidata |
|        | Can Serrallonga       | Camós    | masia        |                                          | 42° 05′ 15″ N, 2° 44′ 36″ E / 42.0874083758141°N,2.7434109000069°E                    |                                                      |                     | Modifica les dades a Wikidata |
|        | Can Tapis             | Camós    | masia        |                                          | 42° 04′ 41″ N, 2° 46′ 36″ E / 42.0780479188524°N,2.77658592626275°E                   |                                                      |                     | Modifica les dades a Wikidata |
|        | Can Veler             | Camós    | masia        |                                          | 42° 06′ 06″ N, 2° 45′ 36″ E / 42.1016924555296°N,2.75994626939419°E                   |                                                      |                     | Modifica les dades a Wikidata |
|        | Can Vilarnau          | Camós    | masia        |                                          | 42° 06′ 08″ N, 2° 45′ 41″ E / 42.1022987872377°N,2.76133480428135°E                   |                                                      |                     | Modifica les dades a Wikidata |
|        | Can Xuries            | Camós    | masia        |                                          | 42° 05′ 13″ N, 2° 44′ 37″ E / 42.0868412133452°N,2.74352200599748°E                   |                                                      |                     | Modifica les dades a Wikidata |
|        | Castell del Sol       | Camós    | masia        |                                          | 42° 05′ 24″ N, 2° 45′ 04″ E / 42.0898748547018°N,2.75099457443606°E                   |                                                      |                     | Modifica les dades a Wikidata |
|        | Madavall              | Camós    | masia        |                                          | 42° 04′ 48″ N, 2° 44′ 11″ E / 42.080055995808°N,2.7365242883212°E                     |                                                      |                     | Modifica les dades a Wikidata |
|        | Mas Garravà Nou       | Camós    | masia        |                                          | 42° 05′ 34″ N, 2° 45′ 47″ E / 42.0926745398133°N,2.76312426851571°E                   |                                                      |                     | Modifica les dades a Wikidata |
|        | Mas Garser            | Camós    | masia        |                                          | 42° 05′ 16″ N, 2° 44′ 09″ E / 42.0878778283387°N,2.73596072882211°E                   |                                                      |                     | Modifica les dades a Wikidata |
|        | Mas Llapart           | Camós    | masia        | Estil: arquitectura popular              | 42° 05′ 46″ N, 2° 44′ 26″ E / 42.096093°N,2.740644°E                                  | bé cultural d'interès local                          |                     | Modifica les dades a Wikidata |
|        | Mas Nou               | Camós    | masia        |                                          | 42° 05′ 58″ N, 2° 46′ 06″ E / 42.0995300755865°N,2.76831108802303°E                   |                                                      |                     | Modifica les dades a Wikidata |
|        | Mas Oliveres          | Camós    | masia        |                                          | 42° 05′ 49″ N, 2° 44′ 28″ E / 42.0969860582327°N,2.74107460717973°E                   |                                                      |                     | Modifica les dades a Wikidata |
|        | Mas Paisà             | Camós    | masia        |                                          | 42° 04′ 27″ N, 2° 47′ 03″ E / 42.0740816953846°N,2.78425201379497°E                   |                                                      |                     | Modifica les dades a Wikidata |
|        | Mas Palmes            | Camós    | masia        | Estil: arquitectura popular              | 42° 05′ 37″ N, 2° 44′ 53″ E / 42.093636°N,2.748035°E                                  | bé cultural d'interès local                          |                     | Modifica les dades a Wikidata |
|        | Mas Punsunya          | Camós    | masia        |                                          | 42° 05′ 07″ N, 2° 44′ 27″ E / 42.085312903479°N,2.74075935112555°E                    |                                                      |                     | Modifica les dades a Wikidata |
|        | Mas Ventós            | Camós    | masia        |                                          | 42° 05′ 24″ N, 2° 43′ 58″ E / 42.089954596541°N,2.7328558356507°E                     |                                                      |                     | Modifica les dades a Wikidata |
|        | Masia                 | Camós    | masia        | Estil: arquitectura popular 18th century | 42° 05′ 16″ N, 2° 45′ 43″ E / 42.087686°N,2.761972°E ca:Sant Vicenç de Camós 222 msnm | bé integrant del patrimoni cultural català           | Cal Rei (Camós)     | Modifica les dades a Wikidata |
|        | la Bora               | Camós    | masia        |                                          | 42° 05′ 49″ N, 2° 44′ 22″ E / 42.0969014425423°N,2.73950285141063°E                   |                                                      |                     | Modifica les dades a Wikidata |
|        | la Canova             | Camós    | masia        |                                          | 42° 04′ 40″ N, 2° 45′ 23″ E / 42.0777456009927°N,2.75637344043747°E                   |                                                      |                     | Modifica les dades a Wikidata |
|        | la Canova d'en Molins | Camós    | masia        |                                          | 42° 06′ 01″ N, 2° 45′ 23″ E / 42.1001446836902°N,2.75631190521962°E                   |                                                      |                     | Modifica les dades a Wikidata |
|        | la Casanova           | Camós    | masia        |                                          | 42° 05′ 16″ N, 2° 44′ 59″ E / 42.0877464934579°N,2.74969703341212°E                   |                                                      |                     | Modifica les dades a Wikidata |
|        | la Perpinyana         | Camós    | masia        |                                          | 42° 05′ 40″ N, 2° 44′ 20″ E / 42.0943153624018°N,2.73896926791855°E                   |                                                      |                     | Modifica les dades a Wikidata |
|        | la Torre de Baix      | Camós    | masia        |                                          | 42° 05′ 08″ N, 2° 46′ 33″ E / 42.0855940206399°N,2.77588236041119°E                   |                                                      |                     | Modifica les dades a Wikidata |
|        | la Torre de Dalt      | Camós    | masia        |                                          | 42° 04′ 57″ N, 2° 46′ 24″ E / 42.0823829234307°N,2.77345141598924°E                   |                                                      |                     | Modifica les dades a Wikidata |

## muntanya
| imatge | Nom                   | Ubicat a | instància de | Detalls | coordenades                                                         | Protecció | Commons (més fotos) | Dades a WD                    |
| ------ | --------------------- | -------- | ------------ | ------- | ------------------------------------------------------------------- | --------- | ------------------- | ----------------------------- |
|        | Muntanya de Sant Joan | Camós    | muntanya     |         | 42° 05′ 16″ N, 2° 45′ 34″ E / 42.08768056°N,2.75955278°E 286 msnm   |           |                     | Modifica les dades a Wikidata |
|        | Puig Bataller         | Camós    | muntanya     |         | 42° 05′ 09″ N, 2° 44′ 04″ E / 42.08578361°N,2.73444583°E 594.4 msnm |           |                     | Modifica les dades a Wikidata |
|        | Turó de Can Ramió     | Camós    | muntanya     |         | 42° 04′ 54″ N, 2° 44′ 57″ E / 42.0817°N,2.74911°E 491.3 msnm        |           |                     | Modifica les dades a Wikidata |
|        | Turó de Can Valentí   | Camós    | muntanya     |         | 42° 04′ 05″ N, 2° 46′ 28″ E / 42.068°N,2.77453°E 258.3 msnm         |           |                     | Modifica les dades a Wikidata |

## nucli de població
| imatge | Nom                 | Ubicat a                   | instància de                                           | Detalls | coordenades                                                        | Protecció | Commons (més fotos) | Dades a WD                    |
| ------ | ------------------- | -------------------------- | ------------------------------------------------------ | ------- | ------------------------------------------------------------------ | --------- | ------------------- | ----------------------------- |
|        | Can Pedrers         | Camós                      | nucli de població                                      |         | 42° 04′ 26″ N, 2° 46′ 31″ E / 42.073833821674°N,2.7752334915888°E  |           |                     | Modifica les dades a Wikidata |
|        | Cruanyes            | Camós                      | nucli de població                                      |         | 42° 05′ 34″ N, 2° 46′ 26″ E / 42.09274484685°N,2.7739575169515°E   |           |                     | Modifica les dades a Wikidata |
|        | Passatge Ramió      | Sant Vicenç de Camós Camós | nucli de població nucli d'entitat singular de població | 103 hab | 42° 06′ 06″ N, 2° 45′ 50″ E / 42.10156731°N,2.76384206°E 155 msnm  |           |                     | Modifica les dades a Wikidata |
|        | Pla de Can Vilarnau | Sant Vicenç de Camós Camós | nucli de població nucli d'entitat singular de població | 130 hab | 42° 06′ 08″ N, 2° 46′ 05″ E / 42.10229496°N,2.768127659°E 150 msnm |           |                     | Modifica les dades a Wikidata |
|        | la Bòbila           | Sant Vicenç de Camós Camós | nucli de població nucli d'entitat singular de població | 112 hab | 42° 05′ 49″ N, 2° 45′ 54″ E / 42.09702115°N,2.76487465°E 164 msnm  |           |                     | Modifica les dades a Wikidata |
|        | les Pedreres        | Camós                      | nucli de població                                      |         | 42° 06′ 03″ N, 2° 45′ 56″ E / 42.100833580107°N,2.7654631916465°E  |           |                     | Modifica les dades a Wikidata |

## Misc
| imatge | Nom                            | Ubicat a                   | instància de                                                                           | Detalls                       | coordenades                                                            | Protecció                                            | Commons (més fotos) | Dades a WD                    |
| ------ | ------------------------------ | -------------------------- | -------------------------------------------------------------------------------------- | ----------------------------- | ---------------------------------------------------------------------- | ---------------------------------------------------- | ------------------- | ----------------------------- |
|        | Camós                          | Camós Sant Vicenç de Camós | nucli d'entitat singular de població ens local històric de Catalunya capital municipal | 163 hab                       | 42° 05′ 38″ N, 2° 46′ 04″ E / 42.09399°N,2.767663°E 168 msnm           |                                                      |                     | Modifica les dades a Wikidata |
|        | Gall de Camós                  | Camós                      | vèrtex geodèsic                                                                        | Alt: 1.2m                     | 42° 04′ 54″ N, 2° 44′ 57″ E / 42.081694°N,2.749111°E 493.929 msnm      |                                                      |                     | Modifica les dades a Wikidata |
|        | L'Estanyell                    | Camós Porqueres            | zona humida                                                                            | Superfície: 1.56ha            | 42° 06′ 03″ N, 2° 44′ 58″ E / 42.1007°N,2.7494°E                       |                                                      |                     | Modifica les dades a Wikidata |
|        | Molí de Can Milleres           | Camós                      | molí d'aigua                                                                           | Estil: arquitectura popular   | 42° 05′ 47″ N, 2° 46′ 01″ E / 42.096439°N,2.766845°E                   | bé integrant del patrimoni cultural català           |                     | Modifica les dades a Wikidata |
|        | Pedró i creu de terme          | Camós                      | creu de terme                                                                          | Estil: arquitectura eclèctica |                                                                        | bé integrant del patrimoni cultural català           |                     | Modifica les dades a Wikidata |
|        | Pont de la Font de Salt Dalmau | Camós                      | pont                                                                                   | Estil: arquitectura popular   | 42° 05′ 47″ N, 2° 46′ 18″ E / 42.0964585°N,2.7716192°E                 | bé integrant del patrimoni cultural català           |                     | Modifica les dades a Wikidata |
|        | Revardit                       | Cornellà del Terri         | curs d'aigua                                                                           | Desemboca: Terri              | 42° 05′ 16″ N, 2° 49′ 42″ E / 42.08767750758065°N,2.82823920249939°E   |                                                      |                     | Modifica les dades a Wikidata |
|        | casa consistorial de Camós     | Camós                      | casa consistorial                                                                      |                               | 42° 05′ 38″ N, 2° 46′ 03″ E / 42.0938975°N,2.7675635°E                 |                                                      |                     | Modifica les dades a Wikidata |
|        | la Sala                        | Camós                      | casa                                                                                   | Estil: arquitectura gòtica    | 42° 05′ 13″ N, 2° 45′ 43″ E / 42.0870277778°N,2.76188888889°E 226 msnm | bé d'interès cultural bé cultural d'interès nacional | La Sala (Camós)     | Modifica les dades a Wikidata |
|        | serrat de Cal Gall             | Camós                      | serra                                                                                  |                               | 42° 04′ 54″ N, 2° 44′ 50″ E / 42.08155833°N,2.74722222°E 491.3 msnm    |                                                      |                     | Modifica les dades a Wikidata |